# جان نوریس (فیلسوف)
جان بمرتن نوریس (به انگلیسی: John Norris) فیلسوف، الهیات‌شناس و شاعر اهل سُزبری در ویلتشر انگلستان بود که در میان سال‌های (۱۶۵۷–۱۷۱۱) زندگی می‌کرد. وی در سده هفدهم میلادی عضور انجمن فلسفه افلاطونی کمبریج بود که این انجمن متشکل از گروهی از الهی دانان دانشگاه کمبریج بود. او در اکستر کالج و آل سولز کالج آکسفورد به تحصیل فلسفه و الهیات پرداخته بود. برجسته‌ترین اثر او کتابی با نام «ایده‌ای برای خوشبختی» بود که در سال ۱۶۸۳ به چاپ رسید. عمده فعالیت‌های نوریس در حیطهٔ فلسفه افلاطونی و عرفان بود. او یکی از بزرگ‌ترین مخالفان جان لاک و اثر مهمش به نام رساله‌ای در باب فهم بشر بود.